# Nephroselmis
A Nephroselmis a valódi zöldmoszatok (Chlorophyta) Nephroselmidaceae családjának nemzetsége, mely egy 2009-es tanulmány szerint önálló osztályba sorolandó (Nephrophyceae vagy Nephroselmidophyceae). 2019-ben Adl et al. a Nephroselmidophyceae egyetlen nemzetségeként írta le. A Nephroselmis rotunda a Hatena arenicola endoszimbiontája lehet.

## Morfológia
Sejtteste bal- és jobboldalt lapult. Ventrális oldalán 2 eltérő hosszú heterodinamikus ostora van, a rövidebb előre csap, a hosszabb hátra mutat. Egy csésze alakú kloroplasztisza van elülső-ventrális szélén szemfolttal a rövid ostor alatt és keményítőlemezes pirenoiddal. Vakuóluma baloldalt elöl, sejtmagja jobboldalt hátul van. Ostorgyökérrendszere egy rizoplasztból, 2 egy- és 1 többrétegű mikrotubulus-gyökérből áll.
Sejtfelszínét nem mineralizált pikkelyek rétegei fedik, az ostorok felszínén szőrök vannak. A sejttest felszínét 2–4 réteg pikkely fedi, az ostort legalább 2 pikkelyréteg fedi, a második jellemzően hosszúkás. Emellett vagy harmadik pikkelyrétege, vagy ostorüregpikkelyei is vannak.
A pikkelymorfológia fajai fontos ismertetőjegye lehet. A Nephroselmis spinosa több morfológiai ismertetőjeggyel rendelkezik, ilyen például a különleges, közel 1 μm-es tüskéjű, kissé görbe, horgos végű külső pikkely.

## Életciklus
A Nephroselmis ismert fajai kizárólag haplonták.

### Osztódás
A Nephroselmis astigmatica osztódása leírása hosszanti kettéhasadásos osztódásról számol be.

### Ivaros szaporodás
A Nephroselmis ivaros szaporodását csak a Nephroselmis olivaceában írták eddig le. Ez az egyetlen ismert édesvízben élő faja is. Izogám heterotallikus párzású, két ivarsejttípusa a morfológiailag hasonló, de párzáskor eltérő szerepű plusz és mínusz. A mínusz-ivarsejt a szubsztráthoz rögzül, a plusz-ivarsejt a mínusz-ivarsejt dorzális oldalához rögzül ostora alapjain keresztül.

## Ökológia
ANephroselmis 2009-ig végzett beszámolók és kutatások szerint világszerte előfordul. A csak édesvízi Nephroselmis olivacea kivételével minden faja tengeri. A N. pyriformis előfordul parthoz közeli tengeri környezetekben 0–30 m mélységben.
Egy 2021. januári kutatás az alga-fagomixotrófia diverzitásáról szóló új információkról számol be, melyben minden vizsgált csoportban – a Pyramimonadophyceae, a Nephroselmidophyceae és a Mamiellophyceae osztályban – igazolták a bakterivor életmód jelenlétét.

### Szimbiózis aHatena arenicolafajjal
A Hatena arenicola és a Nephroselmis rotunda endoszimbiózisa különleges. Kölcsönhatásuk értelmezhető úgy, hogy e szimbiózisállapot új élőlényt létrehozó másodlagos endoszimbiózishoz vezethet.
E szimbiózis a folyó szimbiózis többi észlelt esetétől abban tér el, hogy a szimbionta plasztisz szelektíven megnő akár normális mérete tízszeresére is. A Nephroselmis-eredetű részek megtartása a H. arenicola osztódási folyamatának előfeltétele lehet, mivel annak osztódását csak azután észlelték, hogy a N. rotunda sejttestükbe került.

### Mérgező anyagok
Az ammónia vizes oldata az ammóniumionnál közel 100-szor mérgezőbb a N. pyriformisra medián halálos koncentráció (LC50) alapján.

## Lehetséges használat
Bizonyos kezelések hatására megjelenő bioüzemanyag-termelő képességét egy 2022. áprilisi kutatásban vizsgálták, ahol az izolált Nephroselmis sp. KGE2 kultúra biodízel-termelésre való használhatóságát mutatták ki ikroalga lehet savas bányavíz vasforráskénti használatakor. A javasolt folyamat a kutatás szerint a mikroalga-tenyésztés nehézségeit áthidalja, a kereskedelmi célú bioüzemanyag-használatot kivitelezhetővé teheti, így azok a fosszilis eredetű üzemanyagok nettó szén-dioxid-kibocsátás nélküli alternatívái lehetnek.

## Filogenetika
A Nephroselmis monofiletikus, a filogenetikai elemzésekben gyakran korán megjelenő Chlorophytina-kládként szerepel. Így a nemzetség a valódi zöldmoszatok korai evolúciója megismerésében fontos lehet.
Egy 2021-es tanulmányban is az egyik legkorábban megjelenő kládként szerepelt a Chlorophytinában, azonban a Nephroselmis és testvércsoportjai kapcsolata ismeretlen a Picocystis és Pycnococcus nemzetségekhez hasonlóan.
Egy 2011-es tanulmány hasonló eredményeket mutatott ki: „A Nephroselmidophyceae osztály a valódi zöldmoszatok korai radiációjában jelent meg, de pontos filogenetikai helyzete bizonytalan”.
A Nephroselmidaceae családot eredetileg a Pseudoscourfieldiales rendbe sorolták a Pseudoscourfieldaceae mellett. A Nephroselmidales rendet először 2007-ben javasolták a Nephroselmis nemzetség morfológiai evolúciója alapján.
A Nephroselmis pyriformis és a Nephroselmis astigmatica testvérfajok lehetnek.

## Genetika

### ptDNS
A Nephroselmis olivacea ptDNS-ét 1999-ben szekvenálták. Hossza 200 799 bp, 4 részből áll (nagy (LSC) és kis egypéldányos rész (SSC) és 2 fordított ismétlődésű rész (IRA és IRB)). 127 génjéből az ycf81 és az ftsI nem volt ismert korábban szekvenált ptDNS-ekből, az ftsW, az rnE, az ycf62, az rnpB és a trnS(cga) korábban csak nem zöld moszatok, míg ndhA–I és ndhK génjei csak embriós növények ptDNS-ében voltak ismertek. 91 fehérje-, 3 rRNS-, 32 tRNS- és 1 egyéb kis RNS-kódoló génje van.:1. táblázat Csak 3 a minE-t, a psaM-et és az rpl22-t vesztette el.:3. ábra A N. astigmatica ptDNS-e 125 042 bp hosszú, 123 génje van. Több ősi génkapcsolata van, melyek a N. olivaceában és a Prasinococcalesben nem találhatók meg, de a N. olivacea is rendelkezik a N. astigmaticában és a Prasinococcalesben jelen nem lévő géncsoporttal, azonban ezek ritkábbak, vagyis az ősi génkapcsolatok jobban erodálódtak a N. olivacea-ágban. A N. astigmatica ptDNS-ében két I-es csoportbeli intron van. GC-tartalma 40,5%. A N. olivaceával 88 génje közös 18 kolineáris szakaszrészletben. A psbA intronjában nincs nyitott leolvasási keret, és inzertációs helyen van a megfelelő Mesostigma-gén 750. helyén.
A Nephroselmis pyriformis ptDNS-ét 2021-ben szekvenálták, közel fele akkora, mint a N. olivacea (111 026 bp), ebből a hosszú egypéldányos rész 78 305 bp hosszú, 74 fehérjekódoló génje, 1 nem állandósult nyitott leolvasási keret (ORF186a), 25 tRNS-kódoló génje mellett itt van az rnpB gén. 130 génjéből 3 rRNS-, 33 tRNS-, 94 fehérjekódoló. Fordított ismétlődésű részeiben nincs teljes fehérjekódoló gén. A N. olivaceához hasonlóan nincs intronja.
A Nephroselmisben az ycf20 által kódolt fehérjék kevéssé – kevesebb mint 35%-ban – állandósultak, így pszeudogénné válhatott. A TV-Pol és a D5 helikáz génjei kapcsolt párként fordulnak elő egy génsivatagban a rokon algákban meg nem található szigetként, így mozgó elemek lehetnek, melyek a Nephroselmis ptDNS-ébe integrálódtak. Mivel ptDNS-e a Streptophyta legtöbb kládjához és a Pyramimonashoz hasonlít, feltehetően a Streptophyta és a valódi zöldmoszatok közös őse hasonló genomszerkezetű lehetett két nagy fordított ismétlődésű szakasszal, köztük egy nagy és egy kis egypéldányos résszel.

### mtDNS
A Nephroselmis olivacea mtDNS-ét is 1999-ben szekvenálták. A Prototheca wickerhamiivel közel azonos számú, 69 gént tartalmaz, ebből 26 tRNS-gén; hossza 45 223 bp, így Turmel et al. a legősibb mtDNS-nek tekintették. A nad10, az rpl14 és az rnpB a zöld növények mtDNS-ei közül először a N. olivaceában lettek ismertek.
Ribonukleáz P-je az egyetlen ismert ribonukleáz P-gén P19 hélixszel az α-proteobaktériumokon kívül.

## Fordítás
Ez a szócikk részben vagy egészben  a   Nephroselmis című angol Wikipédia-szócikk ezen változatának fordításán alapul.  Az eredeti cikk szerkesztőit annak laptörténete sorolja fel. Ez a jelzés csupán a megfogalmazás eredetét és a szerzői jogokat jelzi, nem szolgál a cikkben szereplő információk forrásmegjelöléseként.